# Лангаммер, Николай Николаевич, фон
Николай Николаевич фон-Лангаммер (24 декабря 1876 — 1947 (?)) — русский военный деятель немецкого происхождения, участник  Первой мировой и Гражданской войн, активный деятель белой эмиграции.

## Биография
Родился в Санкт-Петербурге. Выходец из прибалтийско-немецкого дворянского рода.
Отец — Николай Александр (Николай Александрович) фон-Лангаммер, чиновник Министерства юстиции.
Окончил курс в Николаевском кадетском корпусе и военно-училищные курсы в Елисаветградском кавалерийском юнкерском училище по 1-му разряду (1898). В сентябре 1901 и сентябре 1902 г. поступал в Академию Генерального штаба, однако оба раза не выдержал вступительный экзамен.
Владел французским и польским языками.

### Военная служба
В службе:
- 3 апреля 1896 г. вступил рядовым в 22-й Астраханский драгунский полк
- 8 августа 1898 г. переведён в 37-й драгунский полк
- с 16 августа по 3 сентября 1899 г. на манёврах Варшавского военного округа был ординарцем генерал-майора Циллиакуса
- с 20 по 23 октября 1901 г. временно командовал 2-м Эскадроном
- с 29 ноября по 12 декабря 1901 г. временно руководил сапёрной командой
- с 21 июня по 2 июля 1902 г. временно командовал 40-м Эскадроном
- с 20 по 28 января, с 16 по 24 марта, с 1 по 11 июля и с 9 по 12 декабря 1904 г. временно командовал 4-м Эскадроном
- с 25 мая 1904 по 23 августа 1905 гг. руководил сапёрной командной
- 27 августа 1905 г. перешёл в Отдельный корпус жандармов

Воинские чины:
- унтер-офицер (3.9.1897);
- ефрейтор (11.11.1897);
- корнет (8.8.1898);
- поручик (13.8.1901);
- штабс-ротмистр (6.12.1905);
- ротмистр (6.5.1906);
- подполковник (6.5.1916);
- полковник (1920).

### Служба в жандармерии
Переход фон-Лангаммера в Отдельный корпус жандармов был связан с тем, что "ему, как человеку женатому, трудно существовать на содержание строевого офицера".
С 9 ноября 1905 по 31 октября 1906 гг. занимал должность и.д. адъютанта Екатеринославского губернского жандармского управления.
С ноября 1906 по ноябрь 1915 гг. — начальник жандармских управлений Остроленкского, Островского, Маковского и Венгровского уездов Ломжинской губернии. В 1909 и 1912 гг. откомандировывался в распоряжение Радомского и Петроковского губернских жандармских управлений "по производству дознаний по государственным преступлениям".
С началом Первой мировой войны в сентябре 1914 г. стал военным комендантом Остроленки.
С ноября 1915 по март 1917 гг. служил в Бессарабском губернском жандармском управлении.

### Возвращение в армию. Участие в Белом движении
После Февральской революции вернулся на армейскую службу, в мае 1917 г. был назначен командиром 3-го батальона 495-го Ковенского пехотного полка на Румынском фронте. В августе того же года был ранен в бою в районе Ясс и отправлен в госпиталь.
15 января 1918 г. был уволен из армии. Сформировал в Болграде эскадрон, с которым участвовал в походе генерала Дроздовского из Ясс на Дон.
В Вооруженных Силах юга России командовал 6-м Отдельным бронепоездным артиллерийским дивизионом. В армии Врангеля — старший адъютант по инспекторской части штаба Сводно-Кубанской дивизии, начальник хозяйственной части отдельной Керченской роты. Участник десанта генерала Улагая на Кубань.

### Эмиграция
В ноябре 1920 г. эвакуировался на Галлиполи, откуда в 1921 г. переехал в Болгарию (Велико Тырново, Пловдив).
До 1941 г. возглавлял Пловдивское отделение III отдела Русского общевоинского союза (РОВС). Командовал частями 1-го корпуса Русской армии в Пловдиве. Также занимал ряд общественных должностей. Упоминается в военном справочнике русской эмиграции.
После советизации Болгарии жил в доме для престарелых в деревне Баткун (сейчас в составе села Паталеница). Похоронен в общей могиле, которая затем была уничтожена.

### Семья и потомки
- Младший брат — Всеволод Николаевич фон-Лангаммер (1879—1945?), полковник армии Врангеля. Отчим митрополита Виталия (Устинова), экзарха РПЦЗ в 1985—2001 гг.
- Троюродный брат — Леонид Иванович Лангаммер (1882—1943), русский и советский инженер и учёный.
- Жена — Нина Альбицкая, директор частной 4-классной прогимназии в Остроленке, в 1919—1920 гг. — преподаватель женской гимназии на хуторе Романовский. В эмиграции работала учительницей в русской гимназии в Пештере.
  - Сын — Николай Николаевич фон-Лангаммер (младший, 1903—1966). Выпускник Софийского университета, геолог. В 1942—1945 гг. служил в Русском корпусе. Жил в Нью-Джерси.
    - Внучка — Екатерина Николаевна фон-Лангаммер (1937).
    - Внучка – Ана Николаевна Лангамер